# Делл’Ольо, Донато Мария
Донато Мария Делл’Ольо (итал. Donato Maria Dell’Olio; 27 декабря 1847, Бишелье, королевство Обеих Сицилий — 18 января 1902, Беневенто, королевство Италия) — итальянский кардинал. Архиепископ Россано с 14 декабря 1891 по 5 февраля 1898. Архиепископ Беневенто с 5 февраля 1898 по 18 января 1902. Кардинал-священник с 15 апреля 1901, с титулом церкви Санта-Бальбина с 18 апреля 1901.